# Castelo de Aviados
O Castelo de Aviados localiza-se na localidade de Aviados, no município de Valdepiélago, a noroeste da província de Leão, comunidade autônoma de Castela e Leão, na Espanha.
O castelo, implantado em posição dominante no alto de um afloramento rochoso na vertente sul da Cordilheira Cantábrica, integrou uma rede de fortificações ao longo de um dos antigos Caminhos de Santiago. Pertenceu à família dos Guzmán de Toral, e a partir dele esta família lutou com os seus vizinhos do concelho de Cervera, reclamando ao Mosteiro de San Isidoro alegados direitos sobre a hoje desaparecida Abadia de Cabatuerta e com a Encartación de Curueño por questões territoriais.
A família Guzmán encontra-se na origem das mais aristocráticas famílias do reino de Espanha, como a dos Medinaceli, Medinasidonia, Alba e Nájera. Entre os Guzmán que se destacaram, podem ser nomeados Guzmán, o Bom, São Domingos de Gusmão, Gaspar de Guzmán y Pimentel, conde-duque de Olivares (valido de Filipe IV de Espanha), entre outros.

## História

### Antecedentes
Dos fins do século VIII até ao início do século IX, o progresso da Reconquista fez com que as forças dos monarcas do reino das Astúrias começassem a cruzar os montes Cantábricos, algumas vezes para escapar aos avanços muçulmanos, outras com o fim declarado de conquista de novos territórios. É deste período que se acredita date o castelo de Aviados, concomitante com a construção de uma rede de fortificações por toda a cordilheira, que conheceu o seu apogeu sob o reinado de Afonso III das Astúrias, na passagem do século IX para o X.
De acordo com a lenda, a edificação do castelo ocorreu por iniciativa do nobre visigodo Gundemaro (610-612). De fato, o bispo D. Servando de Ourense, um dos mais antigos estudiosos de genealogia na Espanha, cita como origem do sobrenome Gusmán, o rei Gundemaro.
Acredita-se, desse modo, que um conde asturiano de origem visigoda, de nome "Gundemaro" ou "Gundemariz" (possívelmente um descendente do referido monarca) ergueu o castelo. Este conde teve uma filha, Gontroda Gundemariz, que foi desposada pelo conde Rodrigo Núñez, neto de Ordonho I das Astúrias (850-866) e do primeiro conde de Castela, Rodrigo de Castela. O filho do casal veio a ser o primeiro Guzmán, o conde Nuño Rodríguez, tendo vivido sob o reinado de Afonso V de Leão e Castela.

### O senhorio de Toral
Com o avanço da Reconquista, em 999 o rei Bermudo II de Leão doou aos Guzmán o senhorio de Toral. Neste período, a Casa transladou-se de Aviados para este último senhorio, e dali expandiu-se para Castela e para a Andaluzia.

### O século XIV
Posteriormente, D. Leonor de Guzmán relacionou-se com o rei Afonso XI de Castela (1312-1350). Essa paixão culminou no abandono da Corte pela rainha Maria de Portugal, tendo D. Leonor ocupado na prática o seu lugar. Dessa relação extra-conjugal nasceu Henrique de Trastâmara que após assassinar o seu irmão Pedro, o Cruel foi proclamado rei como Henrique II, dando origem à Dinastia de Trastâmara, da qual descende Isabel, a Católica. Conclui-se, desse modo, que o sangue dos Guzmán de Aviados chegou aos soberanos da Casa de Áustria e mesmo da Casa de Bourbon.
É muito provável que o próprio Afonso XI, que muito estimava os Guzmán, tenha acorrido a Aviados, para se dedicar à sua defesa, juntamente com Afonso de Guzmán (irmão de Leonor) de quem era muito amigo. Após a morte de Afonso XI e do subsequente assassinato de Leonor de Guzmán, o sobrinho desta, Pedro Núñez de Guzmán, necessitou refugiar-se no castelo de Aviados em virtude da perseguição que lhe foi movida por Pedro, o Cruel.

### Da Guerra das Comunidades aos nossos dias
A primeira informação escrita sobre o monumento encontra-se na "Crónica General de España: Castilla Leon" de José García de la Foz, no contexto da Guerra das Comunidades de Castela (1520-1522), quando refere: "…era muy fuerte, e el Rey Carlos I de Espanha non tenía logar de lo cercar, por cuanto cada día había nuevas".
O fim do castelo deu-se com a queda em desgraça da família, nesse contexto, quando Ramiro Núñez de Guzmán e seu filho Gonzalo tomaram partido contra Carlos I. Por essa razão, após a derrota na Batalha de Villalar (Abril de 1521) lograram escapar para Portugal, sucesso que desagradou profundamente a Carlos I, que os sentenciou à morte. Ordenou ainda ao Corregedor de Leão a derrubada de quantas casas aquele nobre possuísse. Os vizinhos em Leão se opuseram a esta ordem, tendo assim sido salvo o Palácio dos Guzmán, pouco depois destruído por um grande incêndio e reconstruído, tendo chegado até aos nossos dias. A 11 de Maio do mesmo ano, o soberano ordenou ao licenciado Lerma que se dirigisse a Toral, Vegas del Condado, Aviados e aos condados de Porma e Valdoré, procedendo em todas estas povoações e domínios o sequestro dos vultosos bens e fortificações de D. Ramiro. A esposa do nobre, D. María de Quiñones, determinou aos alcaides das fortificações para que se opusessem à determinação real. Diante dessa resistência, o licenciado escreveu ao governador uma carta, datada de 15 de Junho, em Vegas del Condado, afirmando que o "alcaide do referido município e os de Toral, Aviados e Valdoré, eram execráveis e grandes criminosos, como toda a gente que tinham, burlando as cartas e provisões reais, assim como as ameaças e notificações pessoais, recusando-se a entregar as fortificações". Apesar dessa resistência as propriedades foram parcialmente destruídas como no caso do Castelo de Vegas del Condado, no Castelo de Toral, e ao que tudo indica, neste Castelo de Aviados. Os Quiñones de Luna, encarniçados inimigos dos Guzmán, foram os encarregados da destruição da fortificação de Aviados em nome do rei.
Anos mais tarde, por Real Cédula passada em Ratisbona em 15 de Julho de 1532, foram-lhe devolvidas as propriedades em virtude do nascimento da imperatriz Isabel.
A partir de então, o clima e as necessidades de pedra para a construção fizeram o resto.
Atualmente restam apenas vestígios de suas muralhas, protegidos sob a declaração genérica do Decreto de 22 de abril de 1949 e pela lei 16/1985 sobre o Património Histórico Espanhol.